# Linia kolejowa nr 11
Linia kolejowa nr 11 Skierniewice – Łowicz Główny – zelektryfikowana, prawie w całości dwutorowa linia kolejowa w województwie łódzkim o długości 21,713 km. Jest to linia łącząca linię nr 1 Warszawa Zachodnia – Katowice z linią nr 3 Warszawa Zachodnia – Kunowice i linią nr 15 Bednary – Łódź Kaliska (poprzez łącznice kolejowe Łowicz Główny ŁG1 – Łowicz Przedmieście i Łowicz Główny – Łowicz Przedmieście) oraz z linią kolejową Skierniewice – Łuków. Biegnie równolegle do drogi krajowej nr 70. Linię kolejową otwarto 1 listopada 1845 roku dla Kolei Warszawsko-Wiedeńskiej. 25 maja 1963 roku linię kolejową zelektryfikowano oraz dobudowano drugi tor. Przewozy pasażerskie na tej linii świadczy spółka Łódzka Kolej Aglomeracyjna z połączeniami Skierniewice – Łowicz Główny/Kutno pociągami osobowymi (EZT Stadler FLIRT/Newag Impuls), które pokonują całą linię w 23 minuty, oraz spółka PKP Intercity pociągami EIC i TLK.

## Opis linii
- Kategoria linii: pierwszorzędna
- Liczba torów: dwutorowa (jednotorowa na odcinkach w km 0,263-0,407 oraz 21,906-21,976)
  - Przeznaczenie linii: pasażersko-towarowa

## Maksymalne prędkości
Maksymalna prędkość dla autobusów szynowych i elektrycznych zespołów trakcyjnych
| Od km                  | Do km                  | Dozwolona prędkość     |
| Po torze nieparzystym: | Po torze nieparzystym: | Po torze nieparzystym: |
| ---------------------- | ---------------------- | ---------------------- |
| 0,405                  | 1,700                  | 100 km/h               |
| 1,700                  | 12,000                 | 100 km/h               |
| 12,000                 | 16,600                 | 120 km/h               |
| 16,600                 | 17,000                 | 120 km/h               |
| 17,000                 | 20,000                 | 100 km/h               |
| 20,000                 | 21,906                 | 100 km/h               |
| Po torze parzystym:    |                        |                        |
| 0,258                  | 1,700                  | 100 km/h               |
| 1,700                  | 12,000                 | 100 km/h               |
| 12,000                 | 16,600                 | 120 km/h               |
| 16,600                 | 17,000                 | 120 km/h               |
| 17,000                 | 20,000                 | 100 km/h               |
| 20,000                 | 21,976                 | 100 km/h               |